# Mulet (poisson)
Pour les articles homonymes, voir Mulet (homonymie).
Taxons concernés
- Super-ordre :
  - Acanthopterygii (dont les mulets)
- Ordres :
  - Mugiliformes ou
  - Cypriniformes ou
  - Characiformes ou
  - Perciformes
- familles :
  - Mugilidae (principalement) ou
  - Cyprinidae ou
  - Lebiasinidae ou
  - Polynemidaemodifier

Les mulets (également appelés mules, muges ou meuille) sont des poissons de la famille des Mugilidae, mais aussi des familles Cyprinidae, Lebiasinidae ou Polynemidae..

## Noms vernaculaires et noms scientifiques correspondants
Noms vernaculaires attestés en français. Pour certains de ces poissons plusieurs noms sont parfois possibles.
Poissons appelés simplement Mulet :
- Agonostomus monticola
- Chelon auratus
- Chelon dumerili
- Chelon ramada
- Chondrostoma nasus
- Parachelon grandisquamis
- Liza parmata
- Mugil cephalus
- Mugil curema
- Mugil rammelsbergii
- Valamugil cunnesius
- Valamugil robustus
- Valamugil seheli

D'autres portent un complément :
- Mulet ailé - Liza alata

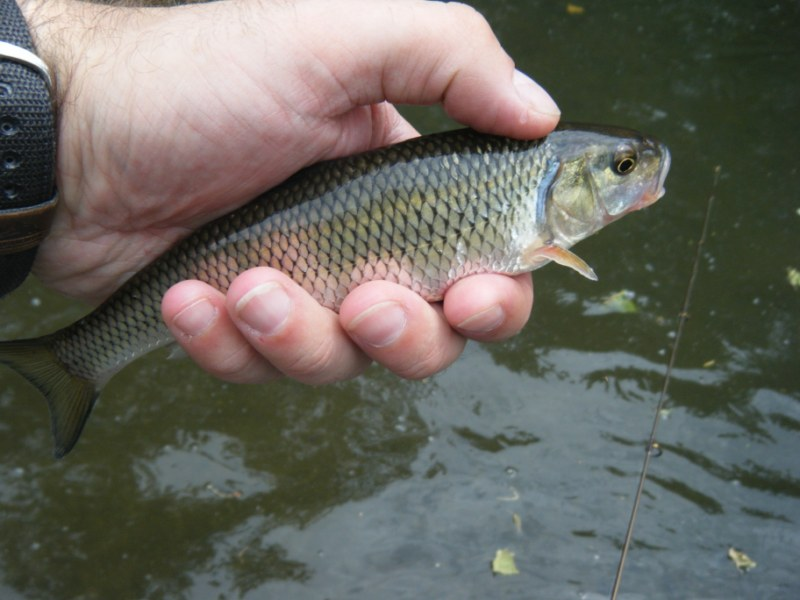
Mulet argenté ou ouitouche.

- Mulet argenté - Semotilus corporalis
- Mulet banane - Mugil bananensis (syn. Myxus bananensis)
- Mulet barbé - Polydactylus sexfilis (voir aussi Rouget )
- Mulet bâtard - Polydactylus plebeius
- Mulet blanc  - Mugil curema et Chelon ramada
- Mulet bobo - Joturus pichardi
- Mulet bouri - Chelon dumerili
- Mulet boxeur - Crenimugil crenilabis
- Mulet cabot ou Mulet-cabot - Mugil cephalus
- Mulet calusse - Chelon ramada
- Mulet capiton - voir Mulet calusse
- Mulet caréné - Liza carinata
- Mulet chiraya - Valamugil speigleri
- Mulet comoro - Agonostomus catalai
- Mulet à cornes - Semotilus atromaculatus
- Mulet curème - voir Mulet blanc
- Mulet diamant - voir Mulet ailé
- Mulet doré - Chelon auratus
- Mulet dos vert - Liza subviridis
- Mulet du Sénégal - Neochelon falcipinnis
- Mulet enchanteur - Agonostomus telfairii
- Mulet écailleux - Parachelon grandisquamis
- Mulet éventail - Mugil trichodon
- Mulet de fleuve - Agonostomus monticola
- Mulet grande gueule - Chaenomugil proboscideus
- Mulet à grandes écailles  - Liza macrolepis et Parachelon grandisquamis
- Mulet à grandes nageoires - Neochelon falcipinnis
- Mulet à grosses lèvres - Chelon labrosus
- Mulet à grosse tête - voir Mulet cabot
- Mulet hospe - Mugil hospes
- Mulet des îles du Cap Vert - Chelon bispinosus
- Mulet jaune - voir Mulet cabot
- Mulet jeune - voir Mulet cabot
- Mulet joue d'or - Liza parsia
- Mulet labéon  - Oedalechilus labeo et Oedalechilus labiosus
- Mulet labeon chaluc ou Mulet labeon lippu - voir Mulet à grosses lèvres
- Mulet large - Mugil liza
- Mulet lebranche ou Mulet lébranche - voir Mulet large
- Mulet lesète - Mugil setosus
- Mulet longue aile - Valamugil cunnesius
- Mulet lunette - Liza macrolepis
- Mulet de mer - Mugil curema
- Mulet lippu - voir Mulet à grosses lèvres
- Mulet mignon - Mugil curvidens
- Mulet mopiro - Liza vaigiensis
- Mulet noir - Mugil capurrii (syn. Mugil monodi)
- Mulet œil de perdrix - Valamugil engeli
- Mulet ordinaire - voir Mulet boxeur
- Mulet otomebora - Liza melinoptera
- Mulet parassi - Mugil incilis
- Mulet perlé ou Mulet perlé du nord - Margariscus margarita
- Mulet porc - voir Mulet calusse
- Mulet prassi - voir Mulet parassi
- Mulet à queue bleue  - Valamugil buchanani et Valamugil seheli
- Mulet à queue carrée - voir Mulet mopiro
- Mulet rond - voir Mulet lunette
- Mulet sauteur  - Chelon saliens et Valamugil buchanani
- Mulet sauteur d'Afrique - voir Mulet noir
- Mulet so-iny - Chelon haematocheilus
- Mulet so-iuy - Mugil soiuy
- Mulet sudafricain - Liza richardsonii
- Mulet à tache bleue - Valamugil seheli
- Mulet tade - Liza tade
- Mulet à tête fine - voir Mulet doré
- Mulet de Thoburn - Xenomugil thoburni
- etc.

En France, cinq espèces sont communes sur le littoral [réf. nécessaire]:
- Chelon auratus (Risso, 1810) (Mugil auratus (Risso, 1810)) - mulet doré
- Chelon labrosus (Risso, 1827) (Mugil chelo Cuvier, 1829) - mulet lippu ou mulet à grosses lèvres
- Chelon ramada (Risso, 1827) (Mugil capito Cuvier, 1829) - mulet capiton (ou ramada)
- Chelon saliens (Risso, 1810) (Liza saliens (Risso, 1810)) - mulet sauteur
- Mugil cephalus Linnaeus, 1758 - mulet cabot

## Dénominations commerciales

### France
En France, la Direction générale de la concurrence, de la consommation et de la répression des fraudes (DGCCRF) reconnait sous l'appellation « mulet » les espèces suivantes :
| Nom scientifique | Autre nom scientifique                | Dénomination commerciale |
| ---------------- | ------------------------------------- | ------------------------ |
| Mugil curema     |                                       | Mulet blanc              |
| Mugil cephalus   |                                       | Mulet cabot, Mulet       |
| Chelon auratus   |                                       | Mulet doré, Mulet        |
| Mugil soiuy      |                                       | Mulet gris               |
| Mugil liza       | Mugil brasiliensis / Mugil lebranchus | Mulet lebranche, Mulet   |
| Chelon labrosus  |                                       | Mulet lippu, Mulet       |
| Joturus pichardi |                                       | Mulet lobo, Mulet        |
| Mugil incilis    |                                       | Mulet parassi, Mulet     |
| Chelon ramada    |                                       | Mulet porc, Mulet        |
| Chelon saliens   |                                       | Mulet sauteur, Mulet     |

## Pêche
Se pêche à l’appât ou à la mouche et même à l'épervier lorsqu’il est en banc important.

### Tailles minimum de capture

#### Mailles légales pour la France
La maille du mulet, c'est-à-dire la taille minimum légale de capture pour les pêcheurs amateurs et professionnels est de 30 cm en Manche, en Atlantique et en Mer du Nord. Elle n'est pas fixée pour la Méditerranée.
Ces tailles minimum légales sont fixées par réglement déterminant la taille minimale ou le poids minimal de capture et de débarquement des poissons et autres organismes marins ainsi que par de nombreux textes de référence édictés par la Communauté européenne.

#### Mailles biologiques
La maille biologique, c'est-à-dire la taille à laquelle 100 % des mulets se sont reproduits, est de 25 cm à 34 cm.

## Aspects culturels
- Au sens figuré à Marseille, dans le langage parlé, le muge est synonyme de pénis[7].
- Le mulet est un des poissons qui peut agrémenter le couscous dans la cuisine tunisienne. Pour cette raison, on retrouve le nom du poisson dans le titre du film d'Abdellatif Kechiche, La Graine et le Mulet, sorti en 2007. En effet, la « graine » du titre est celle du couscous.
- La poutargue ou rogue de mulet (gonade femelle) est utilisée dans divers plats cuisinés du pourtour méditerranéen.